# Томас Уилям Рис Дейвидс
Томас Уилям Рис Дейвидс (на английски: Thomas William Rhys Davids, р. 12 май 1843 – п. 27 декември 1922) е английски учен, специалист в езика пали и основател на дружеството за изучаване на палийски текстове.

## Биография
Томас Уилям Рис Дейвидс е роден в Колчестър, Есекс като най-голям син на свещеник, а майка му водела неделното училище в неговата църква. Той решава да се посвети на гражданска кариера и изучава санскрит под ръководството на изтъкнатия учен от университета във Вроцлав Адолф Фридрих Стенцлер, като се издържа с уроци по английски.
През 1863 г. Рис Дейвидс се връща във Великобритания и след като взема държавните си изпити бива назначен в Шри Ланка (тогава Цейлон). Докато бил магистрат в град Гале при него донесли дело, засягащо въпроси от църковния закон, той първо научил пали, тъй като доказателствата по делото били документи на този език. През 1878 г. той е назначен като помощник правителствен агент на областта Нурадхарупа с административен център Анурадхарупа. Губернаторът сър Хъркюлийз Робинсън бил основател на археологическата комисия от 1868 г.
Рис Дейвидс се включва в разкопките на древния синхалски град на Анурадхарупа, изоставен след нашествие през 993 г. Той започва да колекционира ръкописи и надписи, а през 1870 – 1872 започва да пише серия статии за тях в цейлонския клон на списанието на кралското азиатско дружество. Той изучил местния език и отделял време на срещи с местните хора. Кариерата на Рис Дейвидс в гражданските служби внезапно е прекратена. Конфликт с висшестоящия му господин Туинан водят до официално разследване, трибунал и освобождаване на Рис Дейвидс за лошо поведение.
След това той изучава право и за кратко го практикува, макар да продължава да публикува статии за надписите и преводите на Шри Ланка, изключително в 50-томната поредица „Свещените книги на Изтока“ на Макс Мюлер.
От 1882 до 1904 г. Рис Дейвидс е професор по езика пали в Лондонския университет, назначение, което не му носи фиксирана заплата освен хонорарите за лекциите. През 1905 г. поема ръководството на сравнителното религиознание в Манчестърския университет.
Рис Дейвидс активно представя Тхеравада будизма и изучаването на пали в Британия. В сътрудничество с Азиатското дружество във Великобритания активно лобира правителството за увеличение на финансите за изследване на индийските езици и литература, използвайки всякакви аргументи колко това ще засили Британския контрол върху Индия. Изнася „исторически лекции“ и пише статии издигащи расовата теория за общия арийски етнос свързващ народите на Британия, Шри Ланка и собствения род на историческия Буда в древни времена. Те са сравними с теориите на Макс Мюлер, но имат друга цел. Рис Дейвидс твърди, че бритите имат естествен „расов“ афинитет към будисткото учение. Тази част от кариерата на Рис Дейвидс е противоречива.
През 1894 г. Рис Дейвидс се жени за Каралайн Огъста Фоли, бележит учен специалист в изучаването на пали. За разлика от съпругата си Рис Дейвидс е критик и опонент на теософията.
Томас Уилям Рис Дейвидс умира на 27 декември 1922 г. в Чипстед, графство Съри.

## Трудове
- Rhys Davids, T. W., trans. (1890 – 94). Questions of King Milinda, Sacred Books of the East, volumes XXXV & XXXVI, Clarendon/Oxford, reprinted by Motilal Banarsidass, Delhi Vol. 1, Vol. 2
- Rhys Davids, T. W., Stede, William (eds.) (1921 – 5). The Pali Text Society’s Pali–English Dictionary. Chipstead: Pali Text Society. Search inside the Pali–English Dictionary, University of Chicago
- Rhys Davids, T. W. (1907). Buddhism Its History And Literature, G. P. Putnam's Sons. New York, Second Edition.
- Rhys Davids, T. W. & C. A., trans. (1899 – 1921). Dialogues of the Buddha, 3 volumes, Pali Text Society, Vol. 1, Vol. 2, Vol. 3.
- Rhys Davids, T. W.; Oldenberg, Hermann, trans. (1881 – 85). Vinaya Texts, Sacred Books of the East, volumes XIII, XVII & XX, Clarendon/Oxford; reprint: Motilal Banarsidass, Delhi (Dover, New York) Vol. XIII, Mahavagga I-IV, Vol. XVII, Mahavagga V-X, Kullavagga I-III, Vol. XX, Kullavagga IV-XII